# Вертикални реп
Вертикални реп је део летелице, пројектила и других тела која се крећу кроз неки флуид (ваздух или воду). Поствљен је на задњем делу тога објекта, на довољној удаљености од његовог тежишта, а основни задатак му је да га стабилизује по правцу кретања. Део површине на његовој излазној ивици је покретан око шарнира и служи за управљање објектом по правцу, а назива се крмило правца. Потпуно је изражена аналогија за летелице, пројектиле и за пловне објекте (чамце, бродове, торпеда и подморнице).
Код авиона се често вертикални реп користи као носач антене или контејнера за смештај одређених сензора.
Код неких типова авиона се ефекат вертикалног репа подешава са додатним површинам испод трупа, то су тако звана вертикална пераја. Ово се користи у функцији смањења купловања скретања и ваљања авиона. Када су та пераја веће површине, она се склапају при слетању да се не оштете при већим нападним угловима са контактом у писту. Код савременијих авиона се то питање решава преко негативног диедра хоризонталног репа, пример је Г-4 супер галеб.
У циљу елиминације тога аеродинамичког купловања скретања и ваљања, код пројектила су хоризонтални и вертикални стабилизатори често постављени симетрично у односу уздужну осу објекта. Код неких авиона где услови то дозвољавају то се исто практикује, пример је Соларни импулс.

## Функција
Вертикални реп је аеродинамичка узгонска површина са симетричним аеропрофилима. На њему се генерише узгон при постојању угла клизања β, или при отклону крмила правца δv. Та изазвана сила узгона је бочна сила на вертикалном репу Fv. Ова бочна сила вертикалног репа изазива момент скретања, око вертикалне осе која пролази кроз тежиште авиона. У случају асиметричне конфигурације (као што је на шеми десно) изазива и момент ваљања око уздужне осе авиона. То је ефекат аеродинамичког купловања скретања и ваљања.
Аналитички изражене, ове аеродинамичке величине су:
- Бочна сила на вертикалном репу; {\displaystyle \quad \ F_{v}={\frac {\partial \ F_{v}}{\partial \beta }}+{\frac {\partial \ F_{v}}{\partial {\delta _{v}}}}}
- Момент скретања услед дејства бочне силе на вертикалном репу; {\displaystyle \quad \ N_{v}=\ F_{v}\cdot {X}=\left({\frac {\partial \ F_{v}}{\partial \beta }}+{\frac {\partial \ F_{v}}{\partial {\delta _{v}}}}\right)\cdot {X}}
- Момент ваљања услед дејства бочне силе на вертикалном репу; {\displaystyle \quad \ L_{v}=\ F_{v}\cdot {h}=\left({\frac {\partial \ F_{v}}{\partial \beta }}+{\frac {\partial \ F_{v}}{\partial {\delta _{v}}}}\right)\cdot {h}}

Најчешће конструктори теже да умање допунски ефекат генерисања момента ваљања са бочном силом на вертикалном репу (аеродиначко купловање). Очигледно је да се то постиже смањивањем вертикалног растојања између вектора бочне силе на верикалном репу и уздужне осе авиона (h). Код авиона је то тешко постићи пошто постоје многа приоритетнија ограничења при пројектовању, првенствено услови великог нападног угла при полетању и слетању и потреба избегавања физичког контакта са полетно-слетном стазом. У циљу умањења ефекта тога аеродинамичког купловања, конструктори прибегавају разним решењима, спуштање центра дејства бочне силе са продужењем вертикалног репа испод трупа са вентрал фином, који се склапа при полетању и слетању, а у лету се расклопи и делује као продужени стабилизатор. Та функција је повезана са увлачењем и извлачењем стајног трапа.
Елегатна и ефикасна су решава преко негативног диедра хоризонталног репа, с чиме се добија назначено делимично решење троугласте конфигурације стабилизатора верикалног репа и две полуповршине хоризонталног репа, с чиме се при углу клизања β смањује растојање h.
Код пројектила нема ограничења за услове полетања и слетања па се користе симетрични хоризонтални и вертикални стабилизатори у односу науздужну осу, с чиме се постиже да је растојање h = 0 m.
Момент ваљања услед дејства бочне силе пројектила са симетричним стабилизаторима; {\displaystyle \quad \ L_{v}=\ F_{v}\cdot {h}=\left({\frac {\partial \ F_{v}}{\partial \beta }}+{\frac {\partial \ F_{v}}{\partial {\delta _{v}}}}\right)\cdot {0}=0}
Значи, нема аеродинамичког купловања скретања и ваљања при постојању угла клизања, или отклањању крмила правца (који је исто симетричан).
Вертикални реп има посебно значајан допринос у подешавању динамичке попречно-смерне стабилности летелица.

## Типови

### Једна површина
Функције генерисања бочне силе (узгона) на вертикалном репу са једном површином при угловима клизања β и отклону крмила правца δv конструктори реализују најчешће решењима, која су приказани на шеми испод.

#### Стандардни
Најчешћи се користи конфигурација у којој се вертикални реп постави вертикално на завршни део трупа (задњи део трупа), а хоризонтални исто директно у истом пределу али хоризонтално. То је конфигурација која је приказана на слици десно.

#### T-реп
Код конфигурације T-реп хоризонтални реп је уграђен на врху вертикалног, као на горњој шеми типова под случајевима 5 и 6. Обично се то решење користи при уградњи мотора на задњи део трупа авиона, као што је код Боеинга 727 и на већини једрилица високих перформанси.
Код уградње мотора на задњи део трупа заузима се тај простор за уградњу хоризонталног репа, а и издувни гасови би га угрожавали, те се прибегава уптреби кнфигурације T-репа.
Авиони са T-реповима су склонији губитку уздужне стабилизације, на великим нападним угловима. Конфигурација T-репа је деликатнија за обезбеђење носеће структуре његових оптерећења. Сва оптерећења хоризонтално репа прихвата структура вертикалног, што увећава захтеве носивости његових елемената структуре, па и увећава њихове димензије.

#### Крстасти реп
Крстасти реп је конфигурација авиона, код које вертикални и хоризонтални стабилизатори асоцирају на крст, када се гледа с напреда или од назад. Уобичајено је решење да хоризонтални стабилизатор сече вертикални реп у близини средине, а и изнад горње ивице трупа.
Често се овај аранжман примењује да би хоризонтални реп био изван издумних гасова мотора, или да се избегне штетан међутицај аеродинамичког опструјавања и штетни пораст отпора.
Крстасти репови се такође много користе на цепелинима.

### Вишеструкивертикални реп

#### Двоструки реп
Двоструки реп је специфично решење, користи на неким авионима. Два вертикална репа су обично мања од стандардног једног самосталног. Обично се пстављјају на крајевима хоризонталног репа и њему стварају карактрстике бесконачне виткости, без индукованог отпора. Ова конфигурација је позната као H-реп, јер подсећа на то слово H када се гледа од позади.
Посебан случај двоструког репа је код авиона са два одвојена трупа, такође спојени са крајевима (терминезонима) хоризонталног репа. Примери за овакву конструкције су двомоторни Локид P-38 лајтнинг; Нортроп P-61 блек видоу; Фокер-вулф Fw 189; једини је са млазним мотором Де хевиленд вампир.

#### Троструки реп
Варијација вишеструког вертикалног репа је и троструки. Пример ове конфигурације је Локид консталејшн. На њему је то учињено да би се добио авион са максималном површином вертикалног стабилизатора, али да му укупна висина дозвољава смештај у хангаре за одржавање.

#### V-реп
V-реп (понекад се назива лептир реп) што је неконвенционално решење, а уједно замењује функцију хоризонталног и вертикалног репа. Излазна ивица обе површине се отклањају, а ови покретни делови су крмила, а у комбинацији отклањања управља се по висини и правцу авионом. У функцији управљања уздужним кретањем, крмила се отклањају у супротним смеровима. Према унутра слова „V“ генерише се пропињање, а према споља понирање (у функцији крмила висине), отклањање у истом смеру је скретање (функција крмила правца).

## Леђно пераје
Леђно пераје енгл. dorsal fin има неколико различитих животињских врста морских и слатководних кичмењака енгл. fin, укључујући и већину риба, китови (китови, делфини, морски прасићо итд). У зависности од врсте, те животиње имају један или два леђна пераја.
Код летелица, вертикални реп се обично унапред продужава у мало леђно пераје, које повећава способност ефикасности на великим нападним угловима (захваљујући вртлогу који оживљава узгон), а то и спречава појаву која се зове забрављивање крмила правца.